# Uramya plaumanni
Uramya plaumanni là một loài ruồi trong họ Tachinidae.